# Гейнсвілл (містечко, Нью-Йорк)
Гейнсвілл (англ. Gainesville) — місто (англ. town) в США, в окрузі Вайомінг штату Нью-Йорк. Населення — 2009 осіб (2020).

## Демографія
Згідно з переписом 2010 року, у місті мешкали 2182 особи в 882 домогосподарствах у складі 586 родин. Було 965 помешкань
Расовий склад населення:
| - 98,0 % — білих - 0,2 % — корінних американців - 0,2 % — чорних або афроамериканців - 0,1 % — азіатів |

До двох чи більше рас належало 0,9 %. Частка іспаномовних становила 1,5 % від усіх жителів.
За віковим діапазоном населення розподілялося таким чином: 21,7 % — особи молодші 18 років, 63,3 % — особи у віці 18—64 років, 15,0 % — особи у віці 65 років та старші. Медіана віку мешканця становила 42,3 року. На 100 осіб жіночої статі у місті припадало 102,8 чоловіків;  на 100 жінок у віці від 18 років та старших — 103,3 чоловіків також старших 18 років.
Середній дохід на одне домашнє господарство  становив 57 168 доларів США (медіана — 48 884), а середній дохід на одну сім'ю — 71 053 долари (медіана — 64 271). Медіана доходів становила 43 690 доларів для чоловіків та 27 750 доларів для жінок. За межею бідності перебувало 14,4 % осіб, у тому числі 15,3 % дітей у віці до 18 років та 6,8 % осіб у віці 65 років та старших.
Цивільне працевлаштоване населення становило 1064 особи. Основні галузі зайнятості: освіта, охорона здоров'я та соціальна допомога — 20,3 %, виробництво — 16,7 %, сільське господарство, лісництво, риболовля — 9,8 %, роздрібна торгівля — 8,9 %.